# Alton (Utah)
Alton – miasto w Stanach Zjednoczonych, w stanie Utah, w hrabstwie Kane.